# 統一布丁

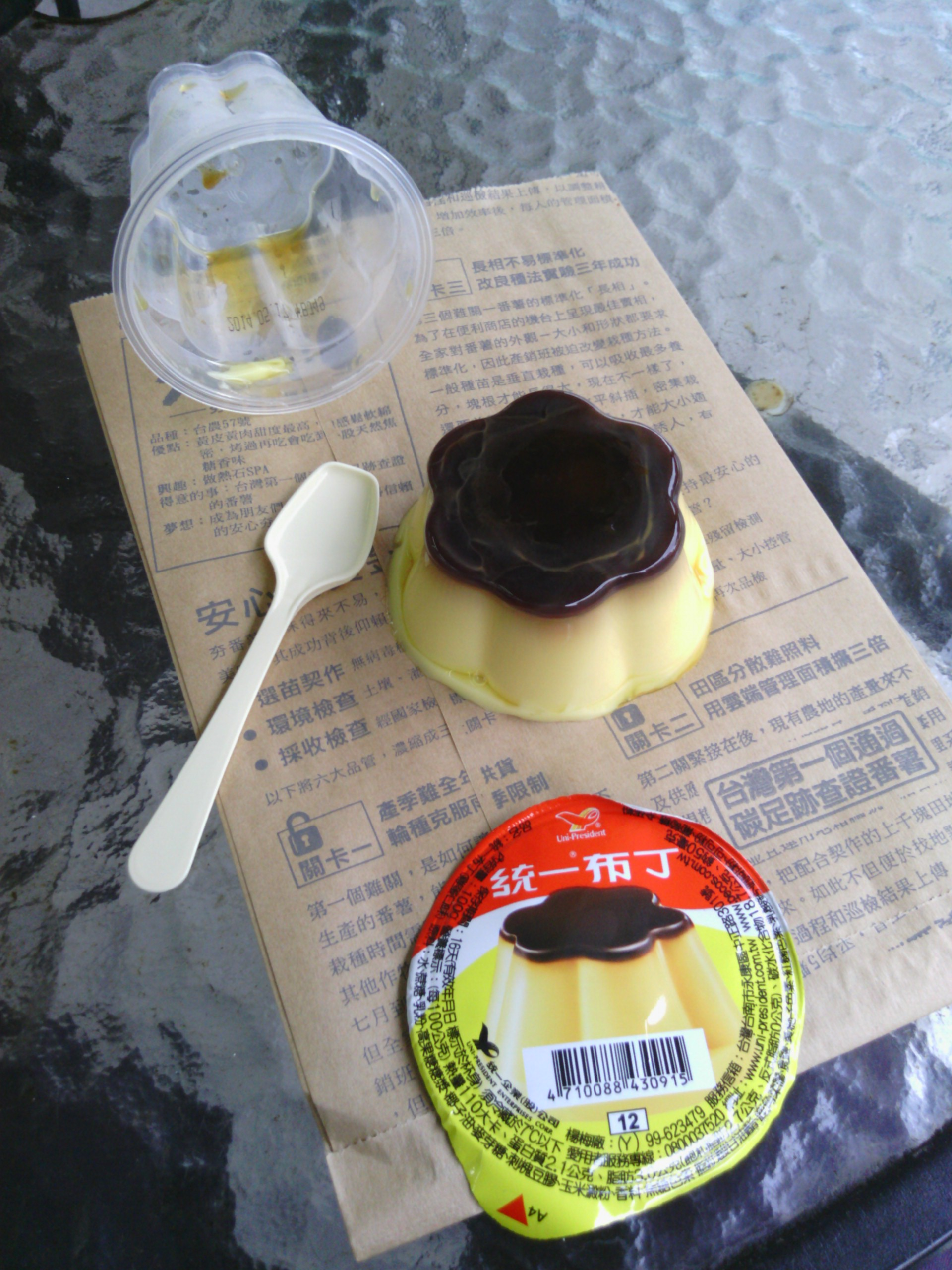
一個被完整倒出的統一布丁。

統一布丁是統一企業食品中的一項商品，銷售市場包括台灣及中國大陆。最初在1979年於台灣上市，當時售價為新台幣8元。

## 爭議
2013年5月因台灣市場的統一布丁原料供應商被發現產品成分添加工業原料（乙二胺四乙酸），導致未做好原物料管控的統一布丁於六月份一度於台灣市場下架。
2014年11月又爆發統一布丁原料所用椰子油為越南大幸福所提供的飼料地溝油。